# Élections législatives vincentaises de 2001
Les élections législatives vincentaises de 2001 se sont déroulées de manière anticipée le 28 mars 2001 à Saint-Vincent-et-les-Grenadines. Elles donnent lieu à une alternance, le Parti travailliste uni (gauche) obtenant la majorité absolue avec douze sièges sur les quinze choisit au suffrage direct à la Chambre d'assemblée vincentaise, au détriment du Nouveau Parti démocratique (NPD) au pouvoir. Ralph Gonsalves remplace Arnhim Eustace au poste de Premier ministre.

## Contexte
Ces élections ont lieu plus de deux ans avant l'échéance prévue. En mai 2000 le Premier ministre d'alors, James Fitz-Allen Mitchell, et les chefs de l'opposition s'accordent en effet sur une dissolution prématurée de l'assemblée à la suite d'un large mouvement de grèves et de manifestations. La population protestait alors contre une loi augmentant les salaires et les retraites des parlementaires

## Système politique et électoral
Saint-Vincent-et-les-Grenadines est un royaume du Commonwealth, un État indépendant dans les Caraïbes ayant conservé la reine Élisabeth II comme chef symbolique et cérémoniel de l'État. Cette dernière est représentée par un gouverneur général choisi par le gouvernement vincentais. C'est une monarchie parlementaire et une démocratie multipartite. 
Son parlement monocaméral, l'assemblée, est composé de 21 à 23 membres élus pour cinq ans, dont 15 représentants au scrutin uninominal majoritaire à un tour dans autant de circonscriptions. Six autres membres, dits sénateurs, sont nommés par le gouverneur général, dont quatre sur proposition de la majorité au pouvoir et les deux autres sur celle de l'opposition. De même, Le président de l'assemblée et le procureur général sont membres de droit s'ils ne sont pas déjà issus des rangs de l'assemblée. Le Premier ministre et ses ministres sont issus de la Chambre d'assemblée, qui contrôle l'exécutif.
Le vote n'est pas obligatoire.

## Calendrier
Ces élections sont les premières à Saint-Vincent-et-les-Grenadines à se dérouler sous la surveillance d'observateurs internationaux, dont des observateurs de la Communauté caribéenne (CARICOM).
| Dates         | Étapes                                    |
| ------------- | ----------------------------------------- |
| 5 mars 2001   | Dissolution de la sixième assemblée       |
| 28 mars 2001  | Jour du scrutin                           |
| 17 avril 2001 | Première réunion de la septième assemblée |

## Résultats
|                           |                                        |        |       |      |        |               |  |  |  |
| Parti                     | Parti                                  | Voix   | %     | +/-  | Sièges | +/-           |  |  |  |
|                           | Parti travailliste uni (PTU)           | 32 925 | 56,49 | 1,89 | 12     | 5             |  |  |  |
|                           | Nouveau Parti démocratique (NPD)       | 23 844 | 40,91 | 4,40 | 3      | 5             |  |  |  |
|                           | Mouvement populaire progressiste (MPP) | 1 515  | 2,60  | Nv   | 0      | en stagnation |  |  |  |
|                           |                                        |        |       |      |        |               |  |  |  |
| Votes valides             | Votes valides                          | 58 284 | 99,63 |      |        |               |  |  |  |
| Votes blancs et invalides | Votes blancs et invalides              | 214    | 0,37  |      |        |               |  |  |  |
| Total                     | Total                                  | 58 498 | 100   | –    | 15     | en stagnation |  |  |  |
| Abstentions               | Abstentions                            | 26 038 | 30,80 |      |        |               |  |  |  |
| Inscrits / participation  | Inscrits / participation               | 84 536 | 69,20 |      |        |               |  |  |  |

| Majorité absolue |     |  |
| ↓                |     |  |
| 12               | 3   |  |
| PTU              | NPD |  |

## Représentants élus
| Circonscription        | Représentant sortant              | Parti | Parti | Représentant élu                  | Parti | Parti |
| ---------------------- | --------------------------------- | ----- | ----- | --------------------------------- | ----- | ----- |
| North Windward         | Monty Roberts                     |       | NPD   | Montgomery Daniel                 |       | PTU   |
| North Central Windward | Ralph Gonsalves                   |       | PTU   | Ralph Gonsalves                   |       | PTU   |
| South Central Windward | Chiefton Allan Cruickshank        |       | NPD   | Selmon Walters                    |       | PTU   |
| South Windward         | Vincent Ian Beache                |       | PTU   | Vincent Ian Beache                |       | PTU   |
| Marriaqua              | Girlyn Miguel                     |       | PTU   | Girlyn Miguel                     |       | PTU   |
| East St. George        | Stanley Kenrick John              |       | PTU   | Clifton Clayton Fitzroy Burgin    |       | PTU   |
| West St. George        | Michael Rayfield Cornelius Browne |       | PTU   | Michael Rayfield Cornelius Browne |       | PTU   |
| East Kingstown         | Arnhim Eustace                    |       | NPD   | Arnhim Eustace                    |       | NPD   |
| Central Kingstown      | Ormiston 'Ken' Boyea              |       | PTU   | Conrad Sayers                     |       | PTU   |
| West Kingstown         | John Horne                        |       | NPD   | Rene Baptiste                     |       | PTU   |
| South Leeward          | Jeremiah Cephus Scott             |       | NPD   | Douglas Slater                    |       | PTU   |
| Central Leeward        | Louis Straker                     |       | PTU   | Louis Straker                     |       | PTU   |
| North Leeward          | Alpian Allen                      |       | NPD   | Jerrol Thompson                   |       | PTU   |
| Northern Grenadines    | James Fitz-Allen Mitchell         |       | NPD   | Godwin Friday                     |       | NPD   |
| Southern Grenadines    | Glenford Stewart                  |       | NPD   | Terrance Ollivierre               |       | NPD   |